# ماسا (ایتالیا)
شهر ماسا (به ایتالیایی: Massa) با جمعیت ۶۹٬۹۴۱ نفر در ناحیه توسکانی در کشور ایتالیا در جنوب استان، در نزدیکی مرز با استان لوکا واقع شده‌است، ماسا یک شهر ساحلی بر ساحل دریای تیرنی است.